# Рідс (Міссурі)
Рідс (англ. Reeds) — місто (англ. city) в США, в окрузі Джеспер штату Міссурі. Населення — 91 особа (2020).

## Географія
Рідс розташований за координатами 37°6′59″ пн. ш. 94°10′6″ зх. д. / 37.11639° пн. ш. 94.16833° зх. д. (37.116470, -94.168242).  За даними Бюро перепису населення США в 2010 році місто мало площу 0,40 км², уся площа — суходіл.

## Демографія
Згідно з переписом 2010 року, у місті мешкало 95 осіб у 35 домогосподарствах у складі 25 родин. Густота населення становила 240 осіб/км².  Було 40 помешкань (101/км²).
Расовий склад населення:
| - 87,4 % — білих - 3,2 % — корінних американців - 3,2 % — чорних або афроамериканців - 1,1 % — азіатів - 1,1 % — осіб інших рас |

До двох чи більше рас належало 4,2 %. Частка іспаномовних становила 0,0 % від усіх жителів.
За віковим діапазоном населення розподілялося таким чином: 32,6 % — особи молодші 18 років, 50,6 % — особи у віці 18—64 років, 16,8 % — особи у віці 65 років та старші. Медіана віку мешканця становила 41,5 року. На 100 осіб жіночої статі у місті припадало 97,9 чоловіків;  на 100 жінок у віці від 18 років та старших — 93,9 чоловіків також старших 18 років.
Середній дохід на одне домашнє господарство  становив 37 894 долари США (медіана — 37 969), а середній дохід на одну сім'ю — 38 246 доларів (медіана — 37 813). Медіана доходів становила 32 500 доларів для чоловіків та 15 625 доларів для жінок. За межею бідності перебувало 23,9 % осіб, у тому числі 83,3 % дітей у віці до 18 років та 7,1 % осіб у віці 65 років та старших.
Цивільне працевлаштоване населення становило 33 особи. Основні галузі зайнятості: освіта, охорона здоров'я та соціальна допомога — 24,2 %, роздрібна торгівля — 21,2 %, науковці, спеціалісти, менеджери — 15,2 %, мистецтво, розваги та відпочинок — 15,2 %.